# Bifrontismo
Bifrontismo o bifrontalità è un termine che designa la figurazione di esseri costituiti da due corpi simmetricamente opposti, o da due teste opposte sul medesimo corpo, a esprimere sia l'onnipresenza nello spazio e nel tempo sia la duplicità, o il moltiplicarsi, delle funzioni dell'essere così rappresentato.
In particolare, gli dei Ecate, Bes e Giano manifestano con il bifrontismo la loro funzione di esseri che presiedono il passaggio da una condizione passata a una futura. Come immagine di simultanea partecipazione a opposti luoghi e tempi, il bifronte è simbolo dell'eternità del tempo mitico contrapposta al tempo storico.
Il bifrontismo può esprimere anche l'unità dell'essere propria dell'ermafroditismo.
In psicoanalisi il termine bifrontismo indica la presenza di disturbi della personalità in cui il singolo individuo manifesta la presenza di più personalità spesso in rapporto conflittuale tra loro.